# Neuville-près-Sées
Pour les articles homonymes, voir Neuville.
Neuville-près-Sées est une ancienne commune française, située dans le département de l'Orne en région Normandie, devenue le 1er janvier 2016 une commune déléguée au sein de la commune nouvelle de Chailloué.
Elle est peuplée de 145 habitants.

## Géographie
La commune est au nord de la campagne d'Alençon. Son bourg est à 7 km au nord-est de Sées, à 8 km au sud-ouest du Merlerault, à 12 km à l'ouest de Courtomer et à 26 km au sud-est d'Argentan.
| Chailloué (commune déléguée) (comm. nouv. de Chailloué) | Godisson             | Godisson, Saint-Léonard-des-Parcs |
| Chailloué (commune déléguée) (comm. nouv. de Chailloué) | Neuville-près-Sées   | Saint-Léonard-des-Parcs           |
| Sées                                                    | Sées, Aunou-sur-Orne | Aunou-sur-Orne                    |

## Toponymie
Le premier élément du toponyme fréquent Neuville est l'ancien français neuve, ou neu, « neuve », « neuf ». Le second est l'ancien français vile dans son sens originel de « domaine rural » issu du latin villa rustica.
Le gentilé est Neuvillais.

## Histoire
En 1821, Neuville-près-Sées (330 habitants) absorbe Montrond (101 habitants).
Le 1er janvier 2016, Neuville-près-Sées intègre avec deux autres communes la commune de Chailloué créée sous le régime juridique des communes nouvelles instauré par la loi no 2010-1563 du 16 décembre 2010 de réforme des collectivités territoriales. Les communes de Chailloué, Neuville-près-Sées et Marmouillé deviennent des communes déléguées et Chailloué est le chef-lieu de la commune nouvelle.

## Politique et administration
| Période                                  | Période       | Identité       | Étiquette | Qualité              |
| ---------------------------------------- | ------------- | -------------- | --------- | -------------------- |
| juin 1995                                | mars 2014     | Paul Godefroy  | SE        | Agriculteur          |
| mars 2014                                | décembre 2015 | Martine Guérin | SE        | Assistante familiale |
| Les données manquantes sont à compléter. |               |                |           |                      |

Le conseil municipal était composé de onze membres dont le maire et deux adjoints. Ces conseillers intègrent au complet le conseil municipal de Chailloué le 1er janvier 2016 jusqu'en 2020 et Martine Guérin devient maire délégué.

## Démographie
En 2021, la commune comptait 145 habitants. Depuis 2004, les enquêtes de recensement dans les communes de moins de 10 000 habitants ont lieu tous les cinq ans (en 2006, 2011, 2016, etc. pour Neuville-près-Sées) et les chiffres de population municipale légale des autres années sont des estimations.
Neuville-près-Sées a compté jusqu'à 426 habitants en 1836, mais les deux communes de Neuville-près-Sées et Montrond, fusionnées en 1821, totalisaient 485 habitants en 1800 (respectivement 323 et 162).
| 1793 | 1800 | 1806 | 1821 | 1836 | 1841 | 1846 | 1851 | 1856 |
| ---- | ---- | ---- | ---- | ---- | ---- | ---- | ---- | ---- |
| 290  | 323  | 288  | 330  | 426  | 377  | 357  | 390  | 357  |

| 1861 | 1866 | 1872 | 1876 | 1881 | 1886 | 1891 | 1896 | 1901 |
| ---- | ---- | ---- | ---- | ---- | ---- | ---- | ---- | ---- |
| 358  | 347  | 338  | 303  | 266  | 272  | 259  | 274  | 267  |

| 1906 | 1911 | 1921 | 1926 | 1931 | 1936 | 1946 | 1954 | 1962 |
| ---- | ---- | ---- | ---- | ---- | ---- | ---- | ---- | ---- |
| 259  | 222  | 220  | 225  | 244  | 239  | 278  | 257  | 262  |

| 1968 | 1975 | 1982 | 1990 | 1999 | 2006 | 2011 | 2016 | 2020 |
| ---- | ---- | ---- | ---- | ---- | ---- | ---- | ---- | ---- |
| 200  | 153  | 122  | 134  | 136  | 122  | 142  | 148  | 145  |

| 1793 | 1800 | 1806 | 1821 |
| ---- | ---- | ---- | ---- |
| 143  | 162  | 139  | 101  |

## Lieux et monuments
- Église Saint-Rémy de Neuville.
- Chapelle Saint-Paterne de Montrond, faisant l'objet d'une inscription au titre des Monuments historiques depuis le 27 septembre 1979[11]. Une Vierge à l'Enfant du XVe siècle est classée à titre d'objet[12].